# 道盛大志郎
道盛 大志郎（みちもり だいしろう、1956年 - ）は、日本の財務官僚。

## 人物
東京学芸大学附属高等学校から東京大学文科一類に入学。東京大学法学部卒業後、1979年大蔵省入省。学部時代の成績は全優。国家公務員上級甲種試験は2位、司法試験合格。
1985年岸和田税務署長、主計局法規課課長補佐などを経て、1989年に主計官補佐となる。主計官補佐時代は農林水産の予算を担当し、同期の中で有力な事務次官候補であった。1993年銀行課課長補佐。金融監督庁設立準備室主任室員だった1998年には大蔵省接待汚職事件で減給処分を受ける。その後2000年税制第三課長。税制第二課長や理財局次長などを経て、2010年国家戦略室審議官。税務大学校長から2014年国土交通省政策統括官となり、2015年辞職。

## 略歴
- 1975年3月：東京学芸大学附属高等学校卒業
- 1979年3月：東京大学法学部卒業
- 1979年4月：大蔵省入省（大臣官房文書課）
- 1981年6月：カリフォルニア大学留学
- 1983年6月：カリフォルニア大学バークレー校ビジネススクール修了（MBA）
- 1983年7月：国際金融局国際機構課企画係長[4]
- 1984年7月：国際金融局国際機構課国際機関係長[5]
- 1985年7月：岸和田税務署長
- 1986年7月：理財局総務課課長補佐（総合資金・資金調整） 兼 理財局国債課課長補佐（流通）[6]
- 主計局法規課課長補佐
- 1989年6月：主計局主計官補佐（農林水産第二係主査）
- 1991年6月：主計局主計官補佐（農林水産第四係主査）
- 1992年7月：主計局主計官補佐（農林水産第一係主査）
- 1993年7月：銀行局銀行課課長補佐
- 1994年7月：大臣官房文書課課長補佐
- 1995年6月：大臣官房企画官兼大臣官房文書課
- 大臣官房企画官兼総理府大臣官房金融監督庁設立準備室主任室員
- 2000年7月：主税局税制第三課長
- 2002年7月：主税局税制第二課長
- 2004年7月：大臣官房信用機構課長
- 2005年7月：内閣官房内閣参事官
- 2008年7月：大臣官房審議官（理財局担当）
- 2009年7月：理財局次長
- 2010年7月：関東信越国税局長
- 2010年10月：大臣官房付兼内閣官房内閣審議官（内閣官房国家戦略室）
- 2012年8月：東京国税局長
- 2013年6月：税務大学校長
- 2014年7月：大臣官房付[7]
- 2014年7月：国土交通省政策統括官
- 2015年7月：辞職[8]
- 2015年10月：株式会社大和証券グループ本社顧問
- 2016年4月：株式会社大和総研常務理事、株式会社大和ネクスト銀行取締役、第一東京弁護士会登録、TMI総合法律事務所顧問弁護士就任
- 2016年6月：株式会社ワールド取締役
- 2018年4月：株式会社大和総研専務理事、大和証券株式会社顧問
- 2019年4月：東京都固定資産評価審査委員会委員、明治安田生命保険相互会社評議員、津田塾大学非常勤講師
- 2021年4月：島田法律事務所客員弁護士
- 2022年4月：東京都固定資産評価審査委員会委員長、株式会社大和総研シニアアドバイザー
- 2022年6月：住友ファーマ株式会社監査役